# Caprorhinus squamipennis
Caprorhinus squamipennis är en insektsart som beskrevs av Bruner, L. 1910. Caprorhinus squamipennis ingår i släktet Caprorhinus och familjen Pyrgomorphidae. Inga underarter finns listade i Catalogue of Life.